# Piffi Allkrydda

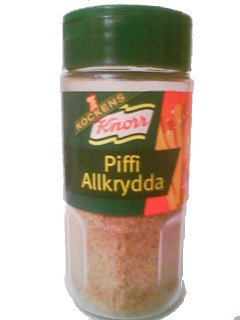
Bote de Piffi Allkrydda.

El Piffi Allkrydda, o simplemente Piffi, es una mezcla de especias de Escandinavia. La marca fue creada y es propiedad de la compañía sueca Kockens. Originalmente solo había una mezcla Piffi, pero Kockens lanzó recientemente cuatro nuevas variedades, además de un nuevo diseño moderno.

## Ingredientes
La versión de Kockens consiste en «17 ingredientes diferentes, basados en sal, guindilla, cebolla en polvo, pimentón y pimienta negra». La lista de ingredientes incluye además glutamato monosódico, otras especias, semilla de apio, antiaglutinante (silicato de calcio), nuez moscada, cilantro, cardamomo y clavo.
- Datos: Q3438378